# Nikolai Brașman

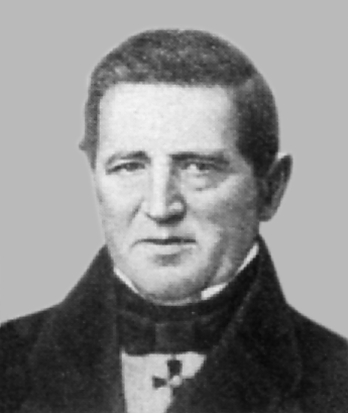
Nikolai Brașman

Nikolai Dmitrievici Brașman (în rusă Николай Дмитриевич Брашман, în germană Nikolaus Braschmann; n. 14 iunie 1796 - d. 13 mai 1866) a fost un matematician rus de origine austriacă.
A funcționat ca adjunct la Catedra de Matematică și Astronomie la Universitatea din Kazan.
În 1835 a fost transferat la Universitatea din Moscova.
În 1855 devine membru corespondent al Academiei Ruse de Științe.
Cercetările sale se referă la dinamica fluidelor și la principiul minimei acțiuni.
A fost fondatorul Asociației de Matematică din Moscova și primul redactor al revistei acestei societăți.
De asemenea, a pus bazele științifice de predare a mecanicii teoretice și practice la Universitatea din Moscova.

## Scrieri
- 1836: Curs de geometrie analitică
- 1837: Teoria echilibrului solidelor și lichidelor
- 1859: Mecanică teoretică.

1. 1 2  IeSBE / Brașman, Nikolai Dmitrievici[*] Verificați valoarea |titlelink= (ajutor)
2. ↑  Брашман Николай Дмитриевич, Marea Enciclopedie Sovietică (1969–1978)[*]